# Flower of Scotland
Flower of Scotland (skotskou gaelštinou: Flùr na h-Alba, skotsky: Flouer o Scotland) je skotská píseň, která je používána pro speciální příležitosti a sportovní události. Jelikož Skotsko nemá oficiální hymnu, Flower of Scotland je jednou z několika písní, jež neoficiálně plní tuto roli, spolu se starší Scots Wha Hae, Scotland the Brave a Highland Cathedral. Píseň byla napsána Royem Williamsonem z folkové skupiny The Corries a prezentována v roce 1967. Poukazuje na vítězství Skotů, vedených Robertem Brucem, nad anglickým králem Eduardem II. v Bitvě u Bannockburnu v roce 1314.

## Text a překlad
| Flouer of Scotland 1. O Flouer o Scotland, Whan will we see Yer like again, That focht an dee'd for, Yer wee bit Hill an Glen, An stuid agin him, Prood Edwart's Airmie, An sent him hamewart, Tae think again. 2. The Hills is bare nou, An Autumn leafs Lies thick an still, Ower land that is tint nou, That thae sae dearlie held, That stuid agin him, Prood Edwart's Airmie, An sent him hamewart, Tae think again. 3. Thir days is past nou, An in the past Thay maun bide, But we can aye rise nou, An be the naition again, That stuid agin him, Prood Edwart's Airmie, An sent him hamewart, Tae think again. | Květy Skotska 1. Ó, květy Skotska, kdy uvidíme vás znovu bojovat a umírat za svůj kus kopců a roklí? A stály jste proti hrdé Edvardově armádě a poslaly jste ji domů přemýšlet znovu. 2. Kopce jsou teď holé a podzimní listí tiché a silné leží nad zemí, která je teď ztracena, ač byla nám tak drahá, která stála proti hrdé Edvardově armádě a poslala ji domů přemýšlet znovu. 3. Ty dny už jsou minulostí a v minulosti musí zůstat. Avšak můžeme znovu povstat a být znovu národem, který stál proti hrdé Edvardově armádě a poslal ji domů přemýšlet znovu. |

## Zajímavosti
Při zvláštních příležitostech a sportovních událostech je zpravidla zpívána pouze první a třetí část písně.